# クーゼル
クーゼル (独: Kusel)はドイツ連邦共和国 ラインラント＝プファルツ州クーゼル郡にある市で、同郡の郡庁所在地であり、また、クーゼル連合自治体 (Verbandsgemeinde Kusel) の行政庁所在地となっている。
著名なオペラのテノール歌手であるフリッツ・ヴンダーリヒはこの市で生まれた。また、サッカー選手のミロスラフ・クローゼが子ども時代をこの市で過ごしている。

## 姉妹都市
- - ヨンヌ県トゥシー(Toucy)（フランス、1973年）
- - ザラエゲルセグ(Zalaegerszeg)（ハンガリー、1997年）